# Jackie Brutsche
Jackie Brutsche, (* 17. Mai 1977 als Jacqueline Brutsche in Zürich), ist eine Schweizer Musikerin, Filmemacherin, Schauspielerin, Künstlerin und Designerin. An der Zürcher Hochschule der Künste schloss sie die Studiengänge Modedesign (2002) und Film (2006) ab.
Sie lebt in Bern, arbeitet an eigenen künstlerischen Projekten (Theater, Film, Kunst, Musik) und ist Frontfrau, Sängerin und Gitarristin der Garage-Band The Jackets sowie als Performerin und Musikerin (Schlagzeug/Gesang) bei The Sex Organs.
Mit ihrem 2023 erschienenen Dokumentarfilm Las Toreras arbeitet sie ungeklärte Teile ihrer familiären Herkunft auf. Der Film wurde als Weltpremiere am 19. Zurich Film Festival gezeigt, wo er mit dem Kritikerpreis sowie dem Filmpreis der Zürcher Kirchen ausgezeichnet wurde. 2024 gewann der Film den Berner Filmpreis und war im Rahmen des Schweizer Filmpreises für den besten Dokumentarfilm nominiert.  

## Theater / Performance
- 2001: Susa Flott by G. Pergoletti (live music)
- 2006: Max und Murx by B. Bühler (live music)
- 2007: Orpheus in der Unterwelt by Meret Matter (actor)
- 2008: Soirée by Alexandra Bachzetsis/company (live music/performer)
- 2008: Mutters Courage by B. Bühler (video)
- 2009: Dracula by B. Bühler (video)
- 2009: Verena S. by Dalang (video)
- 2010: Hofhuber by B. Bühler (video)
- 2010: The Moustache Princess (writer, director, performer, musician, audio, set and costume design)
- 2011: Hund Hund: by B. Bühler (video)
- 2013: The Rebel Sperm (writer, director, performer, musician, video, audio, set and costume design)
- 2016: Peace Pills (writer, director, performer)

## Filmografie (Auswahl)
- 1999: Skin (writer, director, performer)
- 2002: Dig it (writer, director)
- 2002: Demon Inside (writer, director)
- 2003: Kotzbrocken (writer, director, animation)
- 2004: Identity Search (writer, director)
- 2005: Floh! by Christine Wiederkehr (film music with Balz Bachmann)
- 2005: Menschine (writer, director, animation)
- 2006: The Magic Cut (writer, director, performer)
- 2012: My Generation by Veronika Minder (film music with Wädi Gysi)
- 2023: Las Toreras (documentary; director)

## Musikvideos
- 2012: Jack Torera: Hops Di Hops (writer, director, editor, performer)
- 2013: The Jackets: Wasting My Time (writer, director, editor)
- 2014: The Sex Organs: Outer Space (director, editor)
- 2016: The Jackets: You Better (editor)
- 2017: The Jackets: Hands Off Me (editor)
- 2017: The Sex Organs: Orgasms (director, editor)
- 2019: The Jackets: Loosers Lullaby (writer, director)
- 2020: The Jackets: Dreamer (writer, director, editor)
- 2023: The Jackets: Pie In The Sky (writer, director)

## Diskografie (Auswahl)
- 2004: The Fox: The Fox (album)
- 2005: The Mad Cowgirl Disease: infected (album)
- 2009: The Jackets: Stuck Inside (album)
- 2012: The Jackets: Way Out (album)
- 2015: The Sex Organs: Fuck The Human Race (7' single)
- 2015: The Jackets: Shadows Of Sound (album)
- 2017: The Sex Organs: Intergalactic Sex Tourists (album)
- 2017: The Jackets: Queen Of The Pill (7' single)
- 2019: The Jackets: Queen Of The Pill (album)
- 2023: The Jackets: Pie In The Sky (7' single)
- 2023: The Jackets: Life's Not Like The Movies (7' single)
- 2024: The Sex Organs: We're Fucked (album)
- 2024: The Jackets: Intuition (album)